# Джорджо Ферини
Джорджо Ферини (на италиански: Giorgio Ferrini) е италиански футболист, полузащитник.

## Кариера
През 1955 г. се записва в школата на Торино, където остава в продължение на три години. През 1957 г. е на проби при треньора на националния отбор за юноши Джузепе Галуци за международен младежки турнир.
На 11 август 1958 г. Ферини е даден под наем на Варезе в Серия Ц. В единствения си сезон с бианкоросите, той допринася с 10 гола за спасяването на отбора, играе главно като титуляр.
Връщайки се от наема, той спори за титулярно място с Итало Мадзеро в средата, когато отборът се готви да играе в Серия Б. На 20 септември 1959 г. дебютира с Торино срещу Самбеденезе (0:0), а на следващата седмица отбелязва първия си гол у дома срещу Каляри Калчо (5:0). Той завършва сезона с 38 изяви и 3 гола, като печели директна промоция в Серия А.
На следващия сезон Ферини е ключов играч за Торино и дебютира в Серия А на 25 септември 1960 г. при загуба от Сампдория (0:1). Заедно с Ремо Лансиони, той прави най-много изяви през сезона, завършвайки 12-и в лигата.
Изиграва 16 сезона с Торино, като става играча с най-много мачове за клуба в Серия А, с 39 гола в 405 мача. Печели два трофея Копа Италия, през сезон 1967/68 и 1970/71.
Последният му мач за Торино е като гост на Наполи (1:0) на 22 юни 1975 г.

## Смърт
Няколко месеца след оттеглянето си, докато е помощник-треньор на Луиджи Радице в сезона, в който Торино печели титлата в Серия А, Джорджо Ферини претърпява две аневризми (25 август и след първоначално възстановяване, 18 октомври 1976 г.). Въпреки двете хирургически операции, той почива на 8 ноември 1976 г. на 37 години.
Погребан е на малкия гробищен хълм Пино Торинезе, близо до Суперга, където състава на Великият Торино загива в самолетна катастрофа през 1949 г.

## Отличия

### Отборни
Торино
- Копа Италия: 1967/68, 1970/71

### Международни
Италия
- Европейско първенство по футбол: 1968